# Sobragil Carollo

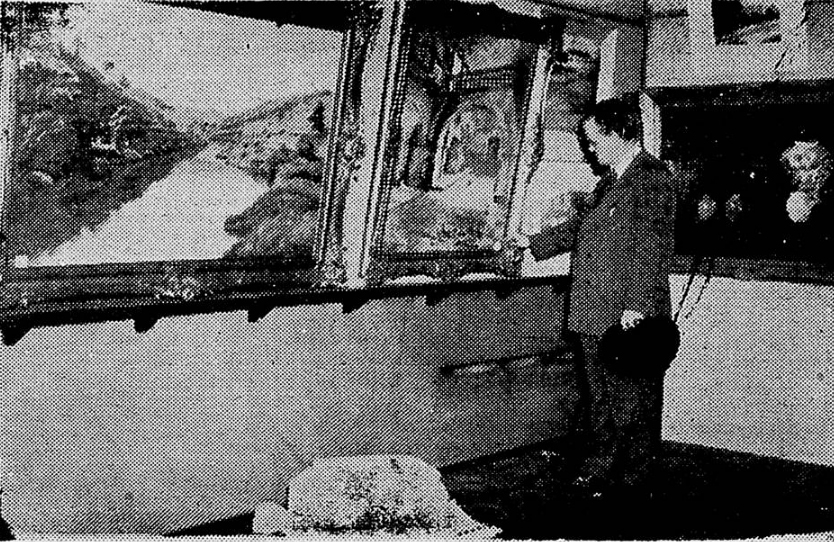
Sobragil Carollo na abertura do Salão Nacional de Belas Artes de 1947

Sobragil Gomes Carollo (Alegrete, 1896 — Rio de Janeiro, 1974) foi um pintor, decorador, caricaturista e carnavalesco brasileiro.

## Biografia

### Pintor
Começou a trabalhar cedo como representante comercial em Porto Alegre, e em 1912, quando estava em Canoas tratando de negócios de um comércio de fumo da capital, sofreu um roubo seguido de uma tentativa de assassinato. Casou em 1915 com Izolina Adelaide da Rocha Martins. Seu filho Edy Carollo também seria pintor de renome e um constante parceiro do pai em projetos de carnaval e exposições de pintura.
Sua formação artística iniciou em 1919 no curso noturno do Instituto de Belas Artes de Porto Alegre, sendo aluno de Eugênio Latour. Em 1922 ingressou como ouvinte na Escola Nacional de Belas Artes do Rio de Janeiro, estudando com Rodolfo Amoedo.
Participou do Salão da Primavera em 1924, no Liceu de Artes e Ofícios, e do Salão Nacional de Belas Artes no mesmo ano, recebendo uma menção honrosa de 2º grau, mas o prêmio concedido pelo Júri foi revogado pelo Conselho Superior, junto com vários outros premiados. Fez uma individual no Rio em 1925 com cerca de 40 trabalhos e recebeu muitos elogios, abordando temas de marinhas, paisagens e retratos, e logo em seguida levou suas obras para Porto Alegre, montando uma individual no Palácio do Governo, que um artigo no jornal A Federação disse ter sido "concorridíssima", com muitas peças vendidas, acrescentando que "Carollo é um artista de mérito que está indicado necessariamente para figurar entre os melhores pintores do Rio Grande. [...] É até ocioso que façamos comentários e apreciações sobre este talento invulgar de artista de escol, a respeito de quem se mostrou unânime em elogios a crítica de todos os centros onde a cultura artística é apuradíssima, e mais a opinião de todos os mestres entre nós".
Em 1925 disse à imprensa que pretendia passar dez anos na Espanha em estudos de aperfeiçoamento. Não há registro de ter realmente viajado nesta época, mas de toda forma em 1928 estava em Pelotas fazendo a decoração em pintura mural no Teatro Guarani, que mais tarde foi recoberta por outra pintura. No mesmo ano decorou o Cine Capitólio na mesma cidade, incluindo paredes, teto e o pano de boca, em estilo renascentista com detalhes em ouro, sendo muito elogiado na imprensa, chamado de "decorador genial" e "pintor extraordinário", "mais que decorador, fora criador de símbolos. Fizera uma simbolização rápida, expressiva, de toda história artística do Ocidente". 
Por muitos anos participou regularmente do Salão Nacional, em 1945 recebeu medalha de bronze, e fez uma individual no Museu Nacional de Belas Artes. Em 1947 com seu filho fez uma exposição em Ouro Preto, que foi muito elogiada pelo crítico Torres Pastorino. Referindo-se ao pai, disse: "Pintor maduro, bem conhecedor dos segredos de sua arte, experimentado, com uma chama de entusiasmo a inflamá-lo continuamente, espicaçado pelo desejo de sempre fazer melhor e produzir mais, Sobragil Carollo é um dos artistas mais perseverantes e teimosos na procura da perfeição, na busca do Belo, na luta pela melhoria de seus trabalhos".
Em 1948 participou de uma grande coletiva no Museu Nacional promovida pelo American Jewish Joint Distribution Committee. No mesmo ano, participou do Salão Nacional recebendo uma medalha de prata, e ao expor com o filho no salão do Palace Hotel, o critico Matheus Fernandes disse: "Conhecedor da técnica a fundo e sendo ótimo desenhista, todos os seus quadros têm uma madureza perfeita. Carollo pai, bastante conhecido fora de nossas fronteiras, alcançou grande sucesso com seus quadros em Montevidéu e Buenos Aires; dentro em pouco partirá para o Chile, atendendo a um convite especial, para lá fazer uma exposição". Ainda em 1948 apresentou "ótimas caricaturas" no III Salão dos Humoristas.
Em 1954 recebeu o Grande Prêmio de Viagem ao Exterior do Salão Nacional. Dirigindo-se a Paris com o filho, estudaram nas academias La Grande Chaumière e Julian. Neste período, sua obra, antes fortemente vinculada ao Academismo, se transformou. Depois dos estudos, em 1957 apresentou com o filho uma grande mostra com cerca de 300 obras na Maison de France, no Rio, que foi vivamente elogiada pela crítica. No ano seguinte expôs em Porto Alegre, novamente sendo apreciado. Uma matéria na imprensa disse que "o povo gosta de suas pinturas porque realmente transcendem sinceridade, sensibilidade e encanto poético". Em 1961 foi outra vez premiado no Salão Nacional.
Foi membro do Conselho Deliberativo da Sociedade dos Artistas Nacionais do Rio em 1949, e foi o terceiro ocupante da Cadeira 27 da Academia Brasileira de Belas Artes. Tem obras no Museu de Arte do Rio Grande do Sul, na Pinacoteca Barão de Santo Ângelo, no Museu Nacional de Belas Artes e no Palácio Cruz e Sousa em Florianópolis.

#### Estilo
Começou sua obra trabalhando com a paisagem, e depois passaria a abordar também marinhas, retratos, interiores, flores, o nu feminino, cenas urbanas e casarios. Na primeira parte de sua carreira permaneceu fiel aos princípios do Academismo, rejeitando com veemência as inovações do Modernismo. Contudo, após sua temporada de estudos em Paris, sua abordagem mudou, o que levou o crítico Fernando Corona a dizer: "É simplesmente extraordinário o que vejo agora na transformação que tiveram estes dois velhos amigos, artistas natos, na sua campanha de Paris. [...] Carollo, pai, pinta os clochards [miseráveis, sem teto] de Paris com uma simplicidade e uma expressão local como se ele ali tivesse vivido sempre. São obras de real valor artístico e nada acadêmicas, são libertas de preconceitos [...] A tela 46, Clochard dormindo, onde Carollo, pai, sentiu amor pelos humildes, é de uma beleza de tons que só Paris poderia lhe inspirar".

### Carnavalesco
Como carnavalesco, projetou e executou os carros alegóricos da sociedade Paladinos Carnavalescos de Porto Alegre em 1920, que foram considerados muito bons. No ano seguinte foi encarregado da criação do carro "Aviação" do Bloco dos Improvisados, dito ter uma "alta concepção artística". Também criou carros para sociedades carnavalescas de Pelotas, com muito sucesso. Em 1925 já começava sua atividade no Rio como carnavalesco da sociedade Os Tenentes do Diabo. Em 1948 foi membro da Comissão Julgadora do desfile oficial do Carnaval do Rio, em 1949 com o filho foi contratado para criar os carros do Clube dos Fenianos, foi o carnavalesco do desfile da sociedade Os Democráticos em 1950, recebendo o segundo prêmio na disputa oficial. Em 1951 com o filho criou as alegorias da Embaixada do Silêncio, "dois conhecidos cenógrafos, elementos de consagrados dotes artísticos, tantas vezes vitoriosos no Carnaval do Rio". Em 1953 fez parte da Comissão Julgadora da seção de Ranchos do Carnaval do Rio, mas o julgamento foi contestado em meio a uma polêmica. Em 1963, com o filho, projetou e executou a decoração da sede da sociedade carnavalesca Embaixada do Sossego.